# ساتلمیش‌محمدلو
ساتیلمیش‌محمدلو، روستایی از توابع بخش بکتاش شهرستان میاندوآب در استان آذربایجان غربی ایران است.

## جمعیت
این روستا در دهستان زرینه‌رود قرار دارد و براساس سرشماری مرکز آمار ایران در سال۱۴۰۲، جمعیت آن ۲٬۳۵۶ نفر (۸۲۹ خانوار) بوده‌است.